# تاد ویلیامز
تاد ویلیامز (انگلیسی: Tad Williams؛ زادهٔ ۱۴ مارس ۱۹۵۷) یک نویسنده، پدیدآور، و رمان‌نویس اهل ایالات متحده آمریکا است. کتاب خاطره، اندوه و خار اثر وی است.